# Voltampère
| Veel- voud | Naam           | Sym- bool |
| ---------- | -------------- | --------- |
| 1          | voltampère     | VA        |
| 103        | kilovoltampère | kVA       |
| 106        | megavoltampère | MVA       |

De voltampère – op elektrische toestellen meestal vermeld met het symbool VA – is een eenheid die wordt gebruikt om het schijnbaar vermogen van een elektrisch wisselspanningcircuit zoals een transformator of een scheercontactdoos aan te duiden.
VA is het product van volt en ampère en heeft dus dezelfde dimensie als de watt. Spanning × stroom is immers het vermogen.
VA wordt in plaats van watt gebruikt om onzekerheden die bij wisselspanningen gelden uit te drukken. Het werkelijk afgenomen vermogen is namelijk afhankelijk van het type apparaat dat op het circuit wordt aangesloten. Een gloeilamp leidt tot andere waarden dan een motortje van een scheerapparaat. Dit verschil wordt tot uitdrukking gebracht in de arbeidsfactor: de verhouding tussen het werkelijk afgenomen vermogen (watt) en het schijnbare vermogen (uitgedrukt in voltampère). Bij elektriciteitscentrales en grootgebruikers van stroom is het uitdrukken in voltampère in plaats van watt vanwege het verschil zeer belangrijk.
De voltampère wordt zodoende gebruikt voor het complexe (S) of schijnbare elektrisch vermogen (Ps).
De simpelste formule voor elektrisch vermogen is
{\displaystyle P_{\text{s}}=U\cdot I}
waarbij:
- U staat voor de elektrische spanning en heeft de eenheid volt (V)
- I staat voor de elektrische stroom en heeft de eenheid ampère (A)
- Ps staat voor het schijnbare elektrische vermogen

De voltampère is de eenheid van Ps. Bij een gelijkspanning is dit gelijk aan de watt (W), omdat in dat geval het schijnbare vermogen gelijk is aan het vermogen in de betekenis van arbeid.
Bij wisselspanning komt de voltampère vermenigvuldigd met de arbeidsfactor (cos φ) overeen met de watt. De voltampère wordt voornamelijk gebruikt om aan te geven hoeveel vermogen een apparaat uit het elektriciteitsnet opneemt of met welk vermogen een transformator belast kan worden.
Voor ohmse belasting geldt: 1 VA = 1 W = 1 J/s
Anders geldt: 1 VA × arbeidsfactor = 1 W = 1 J/s
Elektriciteitsbedrijven eisen dat de arbeidsfactor boven een bepaalde minimumwaarde blijft, anders loopt er wel veel stroom maar is het werkelijk afgenomen vermogen laag, zodat er onevenredige verliezen optreden in de aanvoerkabels.